# Punktoza
Punktoza – pejoratywne i slangowe określenie zjawiska polegającego na tym, że naukowcy skupiają się na działaniach o niskiej wartości naukowej przynoszących dużo punktów w systemach oceny, awansów lub nagród, zamiast poświęcać się rzetelnej pracy. W takim ujęciu punktoza oznacza stan, w którym otrzymywanie punktów za dorobek naukowy przestało być metodą oceny pracy naukowej, a stało się jej celem. Morfem -oza sugeruje, że punktoza jest chorobą.
Punktoza jest efektem systemu oceny naukowców opartego na ilościowym podejściu do ich produktywności mierzonej różnymi wskaźnikami i parametrami. W efekcie wyniki badań naukowych nie mają wartości dodanej, a artykuły publikowane są bez znaczącego wysiłku. Ma to kształtować wśród naukowców postawy koniunkturalizmu. Prowadzi to do niekorzystnych zjawisk. Jednym z nich jest wielokrotne publikowanie przez danego badacza w różnych czasopismach tego samego tekstu (tzw. krojenie salami) pod nieznacznie zmienionym tytułem. Kolejnym jest publikowanie wielu publikacji, ale o niskiej jakości. Innym jest gościnne autorstwo, czyli podpisywanie danej publikacji przez wielu autorów, mimo braku faktycznego wkładu części z nich, by jak najwięcej osób mogło uzyskać punkty (artykuł w czasopiśmie za 50 punktów podpisany przez 7 naukowców przynosi w sumie 350 punktów). Kolejnym negatywnym zjawiskiem jest niekiedy faworyzowanie przez systemy oceny publikacji w języku angielskim nad narodowym. W efekcie badacz, który skupił się na napisaniu jednego artykułu o wysokiej wartości opublikowanego w czołowym czasopiśmie, może uzyskać mniej punktów niż naukowcy chcący uzyskać jak najwięcej punktów. Prowadzi to do dyskryminacji, a w dłuższej perspektywie do zaniku badań w dziedzinach trudno mierzalnych, które trudno parametryzować obecnie istniejącymi narzędziami (dotyczy to przede wszystkim humanistyki). Parametryzacja jest krytykowana także za brak konsekwencji i uznaniowe przyznawanie dużej liczby punktów określonym czasopismom, na przykład „Pamięci i Sprawiedliwości”. Niektórzy zwracają jednak uwagę, że punktoza może wynikać nie tylko z konstrukcji systemów oceny okresowej pracowników naukowych, ale też może być niezamierzonym efektem przekonań części naukowców, którzy wierzą, że pracę naukową należy skrupulatnie mierzyć i obiektywnie oceniać za pomocą punktowych wskaźników.
Warunkiem powstania punktozy jest funkcjonowanie parametrycznego systemu ewaluacji nauki oraz dezinstytucjonalizacja misji badawczej uczelni poprzez nadmierne skupienie na dydaktyce. Nie jest tworzona intencjonalnie, jednak jej legitymizacja wynika z istoty funkcjonowania systemu, który za naukowe uznaje tylko artykuły publikowane w czasopismach uznanych za naukowe według reguł systemu (w Polsce listę czasopism zatwierdza Ministerstwo Nauki i Szkolnictwa Wyższego). Z innej perspektywy nastawienie na zdobywanie punktów krytykowane jest za nadmierne skupianie się na działalności naukowo-badawczej, przez co nauczanie, czyli druga tradycyjna rola uczelni staje się nieważne.
Chociaż zjawisko punktozy jest krytykowane przez środowisko naukowe w Polsce, jednocześnie sama parametryzacja wyników nauki uznawana jest, zwłaszcza wśród młodszego pokolenia, za potrzebną metodę oceny dorobku naukowego. Przeciwników reformy polskiej nauki (zwłaszcza tzw. ustawy 2.0), wśród której elementów jest ewaluacja dorobku naukowego opartego na parametryzacji, określa się niekiedy mianem „leśnych dziadków”.
Podobne do punktozy znaczenie ma także sformułowanie „publikuj albo giń” (ang. publish or perish) czy „scopusoza” (od Scopusa, nazwy bazy artykułów naukowych). Wiążą się z nią również pojęcia „grantoza” (ubieganie się o granty wyłącznie w celu uzyskania jak największej liczby pieniędzy, nie zaś prowadzenia badań) czy „impaktoza” (ocena poziomu produktywności naukowca jedynie przez pryzmat jego najlepszych publikacji). W środowisku naukowców rosyjskojęzycznych funkcjonują pojęcia „bałłomanija” („punktomania”) i „grantomanija” („grantomania”). „Punktoza” jest hiponimem w stosunku do słowa „punktomania”.
Punktoza nie jest problemem typowo polskim, jest to wyzwanie, z którym mierzy się cały współczesny świat nauki. Problemy wynikające z punktozy, rozumianej jako ocenianie jakości badań prowadzonych przez indywidualnych badaczy i instytucje badawcze jedynie w formie liczbowych wskaźników (np.: journal impact factor, liczba cytowań, indeks Hirscha), podobnych do tendencyjnych wskaźników kluczowych efektywności, są coraz szerzej dostrzegane i krytykowane w świecie nauki jako szkodliwe. 
Mimo iż część społeczności uczonych uznaje liczbowe wskaźniki bibliometryczne za miarę jakości nauki, szereg inicjatyw wskazuje, że jest to przekonanie błędne.